# Jan Zábrana
Jan Zábrana est un écrivain et traducteur tchécoslovaque né le 4 juin 1931 dans la petite ville de Herálec, près de Humpolec, en Tchécoslovaquie, mort le 3 septembre 1984 à Prague.

## Aperçu biographique
Après le coup de Prague en 1948, sa mère est condamnée à dix-huit ans de prison et lui-même est exclu de l’université en 1952 tandis que son père est à son tour condamné à dix ans de réclusion. 
Jan Zabrana travaillera dès lors dans une usine de wagons puis comme traducteur du russe et de l’anglais. Profitant de la libéralisation culturelle des années 1960, il publiera trois romans policiers et autant de recueils de poésie. Son journal et ses diverses notes autobiographiques éparses qui sont retrouvés après sa mort sont publiés en deux volumes sous le titre de Celý život en 1992. En 2005, des extraits de ce journal sont traduits en français par Marianne Canavaggio et Patrik Ouředník et paraissent aux éditions Allia sous le titre Toute une vie (extrait).
Sans la subtilité de M.Canavaggio et P.Ouřednik, les lecteurs de langue française seraient probablement passés à côté de cette tentative d'avilissement, ratée. Car dans chacune de leurs traductions de ce véritable journal intime, respire encore ce souffle de l'homme, frustré, qui à genoux, brisé, garde, enragé, ses tragédies en cachette.